# Reuss-Ebersdorf
Reuss-Ebersdorf bylo hrabství a od roku 1806 knížecí stát na území moderního Německa. Hrabata z Reuss-Ebersdorfu patřila do mladší linie Reussů. Stát Reuss-Ebersdorf byl postupně součástí Svaté říše římské, Rýnského spolku, Německého spolku, Severoněmecké konfederace, Německé říše a Výmarské republiky, než se v roce 1920 stal součástí Durynska.

## Reference

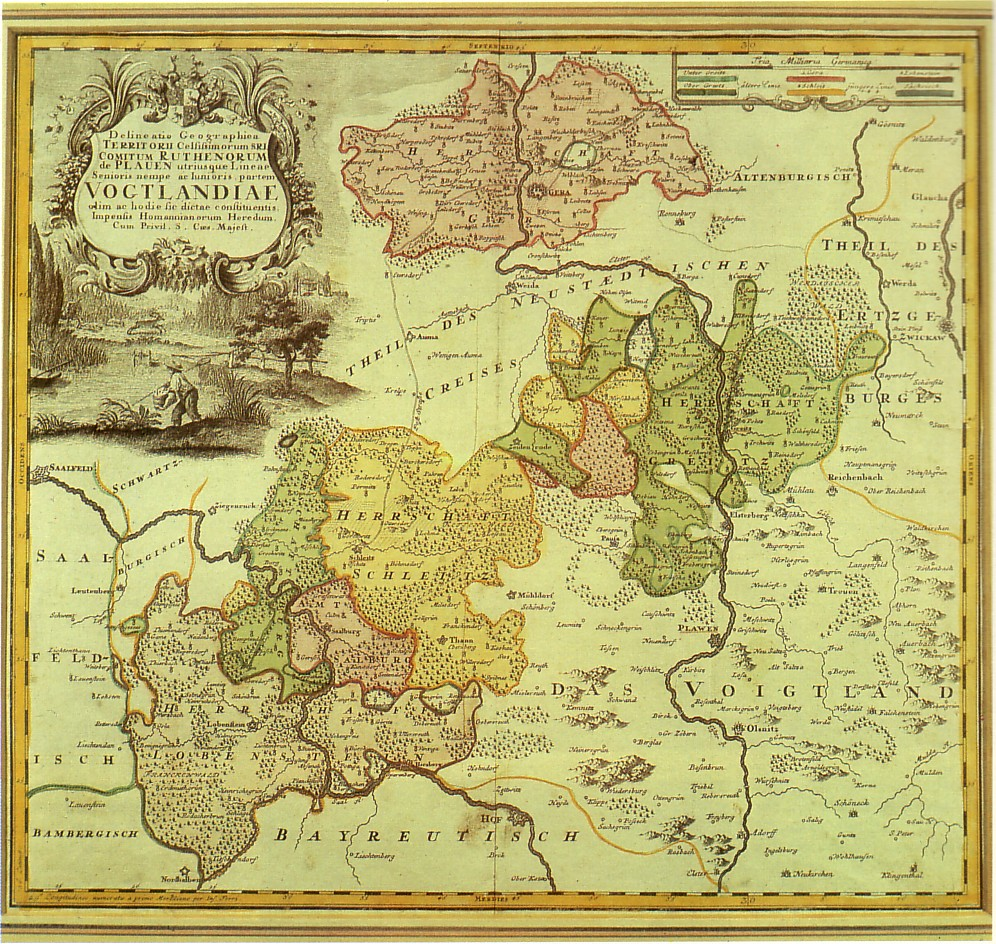
Historická mapa